# Liste der Gouverneure von South Carolina

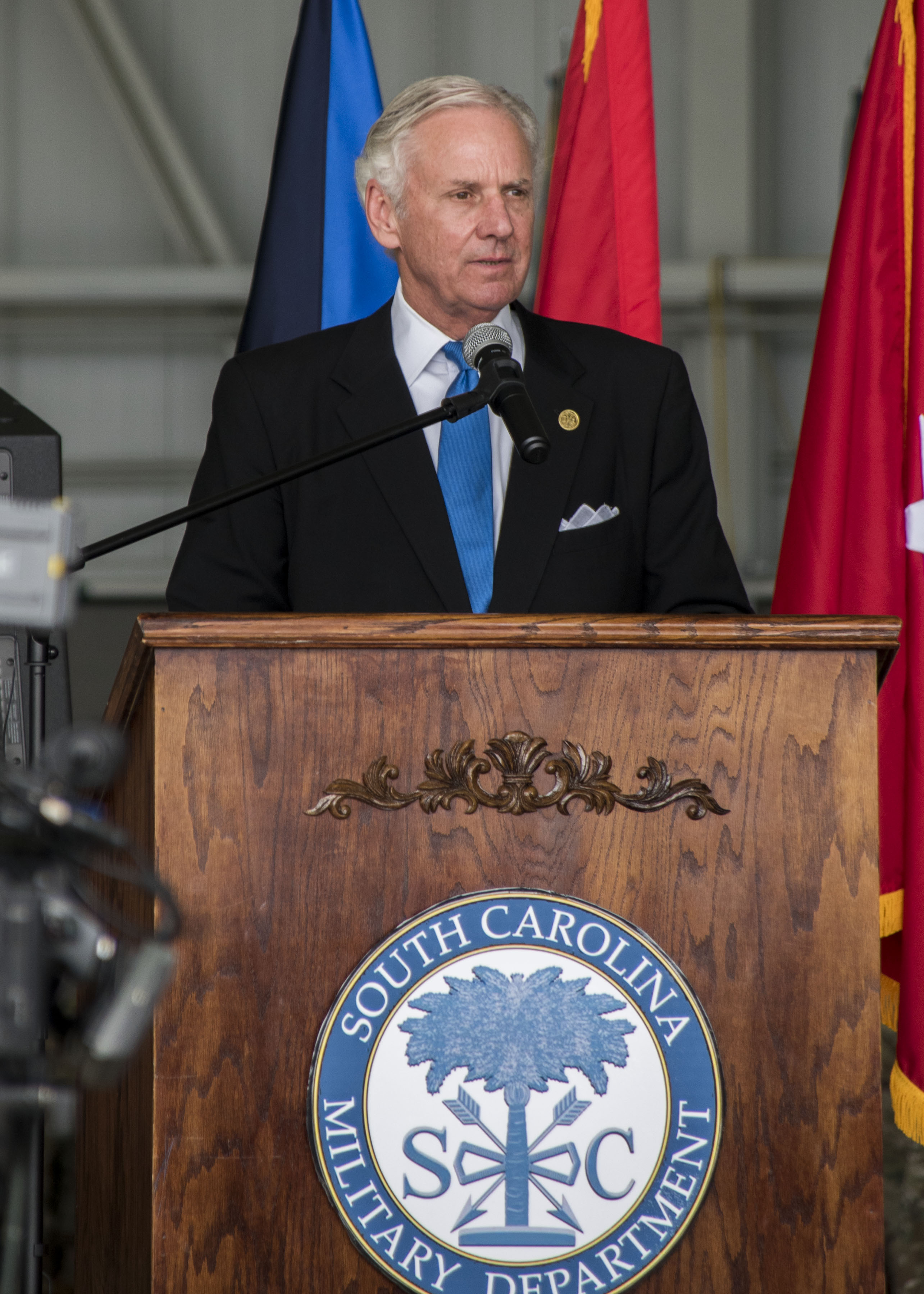
Henry McMaster, derzeitiger Gouverneur von South Carolina

Diese Liste führt alle Gouverneure des US-Bundesstaates South Carolina auf.

## South Carolina
| Name                            | Amtszeit  | Partei                 |
| ------------------------------- | --------- | ---------------------- |
| John Rutledge (als Präsident)   | 1776–1778 |                        |
| Rawlins Lowndes (als Präsident) | 1778–1779 |                        |
| John Rutledge                   | 1779–1782 | parteilos              |
| John Mathews                    | 1782–1783 | parteilos              |
| Benjamin Guerard                | 1783–1785 | parteilos              |
| William Moultrie                | 1785–1787 | parteilos              |
| Thomas Pinckney                 | 1787–1788 | Föderalistische Partei |

## Bundesstaat South Carolina
| Name                            | Amtszeit  | Partei                 |
| ------------------------------- | --------- | ---------------------- |
| Thomas Pinckney                 | 1788–1789 | Föderalistische Partei |
| Charles Pinckney                | 1789–1792 | Föderalistische Partei |
| William Moultrie                | 1792–1794 | parteilos              |
| Arnoldus Vanderhorst            | 1794–1796 | Föderalistische Partei |
| Charles Pinckney                | 1796–1798 | Föderalistische Partei |
| Edward Rutledge                 | 1798–1800 | Föderalistische Partei |
| John Drayton                    | 1800–1802 | parteilos              |
| James Burchill Richardson       | 1802–1804 | parteilos              |
| Paul Hamilton                   | 1804–1806 | Democratic Republican  |
| Charles Pinckney                | 1806–1808 | Democratic Republican  |
| John Drayton                    | 1808–1810 | Democratic Republican  |
| Henry Middleton                 | 1810–1812 | Democratic Republican  |
| Joseph Alston                   | 1812–1814 | Democratic Republican  |
| David Rogerson Williams         | 1814–1816 | Democratic Republican  |
| Andrew Pickens                  | 1816–1818 | Democratic Republican  |
| John Geddes                     | 1818–1820 | Democratic Republican  |
| Thomas Bennett                  | 1820–1822 | Democratic Republican  |
| John Lyde Wilson                | 1822–1824 | Democratic Republican  |
| Richard Irvine Manning          | 1824–1826 | Democratic Republican  |
| John Taylor                     | 1826–1828 | Democratic Republican  |
| Stephen Decatur Miller          | 1828–1830 | Demokrat               |
| James Hamilton                  | 1830–1832 | Demokrat               |
| Robert Young Hayne              | 1832–1834 | Demokrat               |
| George McDuffie                 | 1834–1836 | Demokrat               |
| Pierce Mason Butler             | 1836–1838 | Demokrat               |
| Patrick Noble                   | 1838–1840 | Demokrat               |
| Barnabas Kelet Henagan          | 1840–1840 | Demokrat               |
| John Peter Richardson Sr.       | 1840–1842 | Demokrat               |
| James Henry Hammond             | 1842–1844 | Demokrat               |
| William Aiken                   | 1844–1846 | Demokrat               |
| David Johnson                   | 1846–1848 | Demokrat               |
| Whitemarsh Benjamin Seabrook    | 1848–1850 | Demokrat               |
| John Hugh Means                 | 1850–1852 | Demokrat               |
| John Lawrence Manning           | 1852–1854 | Demokrat               |
| James Hopkins Adams             | 1854–1856 | Demokrat               |
| Robert Francis Withers Allston  | 1856–1858 | Demokrat               |
| William Henry Gist              | 1858–1860 | Demokrat               |
| Francis Wilkinson Pickens       | 1860–1862 | Demokrat               |
| Milledge Luke Bonham            | 1862–1864 | Demokrat               |
| Andrew Gordon Magrath           | 1864–1865 | Demokrat               |
| Benjamin Franklin Perry         | 1865–1865 |                        |
| James Lawrence Orr              | 1865–1868 | Conservative Party     |
| Robert Kingston Scott           | 1868–1872 | Republikaner           |
| Franklin Israel Moses           | 1872–1874 | Republikaner           |
| Daniel Henry Chamberlain        | 1874–1877 | Republikaner           |
| Wade Hampton III.               | 1877–1879 | Demokrat               |
| William Dunlap Simpson          | 1879–1880 | Demokrat               |
| Thomas Bothwell Jeter           | 1880–1880 | Demokrat               |
| Johnson Hagood                  | 1880–1882 | Demokrat               |
| Hugh Smith Thompson             | 1882–1886 | Demokrat               |
| John Calhoun Sheppard           | 1886–1886 | Demokrat               |
| John Peter Richardson Jr.       | 1886–1890 | Demokrat               |
| Benjamin Ryan Tillman           | 1890–1894 | Demokrat               |
| John Gary Evans                 | 1894–1897 | Demokrat               |
| William Haselden Ellerbe        | 1897–1899 | Demokrat               |
| Miles Benjamin McSweeney        | 1899–1903 | Demokrat               |
| Duncan Clinch Heyward           | 1903–1907 | Demokrat               |
| Martin Frederick Ansel          | 1907–1911 | Demokrat               |
| Coleman Livingston Blease       | 1911–1915 | Demokrat               |
| Charles Aurelius Smith          | 1915–1915 | Demokrat               |
| Richard Irvine Manning III      | 1915–1919 | Demokrat               |
| Robert Archer Cooper            | 1919–1922 | Demokrat               |
| Wilson Godfrey Harvey           | 1922–1923 | Demokrat               |
| Thomas Gordon McLeod            | 1923–1927 | Demokrat               |
| John Gardiner Richards          | 1927–1931 | Demokrat               |
| Ibra Charles Blackwood          | 1931–1935 | Demokrat               |
| Olin DeWitt Talmadge Johnston   | 1935–1939 | Demokrat               |
| Burnet Rhett Maybank            | 1939–1941 | Demokrat               |
| Joseph Emile Harley             | 1941–1942 | Demokrat               |
| Richard Manning Jefferies       | 1942–1943 | Demokrat               |
| Olin DeWitt Talmadge Johnston   | 1943–1945 | Demokrat               |
| Ransome Judson Williams         | 1945–1947 | Demokrat               |
| James Strom Thurmond            | 1947–1951 | Demokrat               |
| James Francis Byrnes            | 1951–1955 | Demokrat               |
| George Bell Timmerman           | 1955–1959 | Demokrat               |
| Ernest Frederick Hollings       | 1959–1963 | Demokrat               |
| Donald Stuart Russell           | 1963–1965 | Demokrat               |
| Robert Evander McNair           | 1965–1971 | Demokrat               |
| John Carl West                  | 1971–1975 | Demokrat               |
| James Burrows Edwards           | 1975–1979 | Republikaner           |
| Richard Wilson Riley            | 1979–1987 | Demokrat               |
| Carroll Ashmore Campbell junior | 1987–1995 | Republikaner           |
| David Muldrow Beasley           | 1995–1999 | Republikaner           |
| James Hovis Hodges              | 1999–2003 | Demokrat               |
| Marshall Clement Sanford        | 2003–2011 | Republikaner           |
| Nimrata Randhawa Haley          | 2011–2017 | Republikaner           |
| Henry Dargan McMaster           | seit 2017 | Republikaner           |